# 삼척 지장암 목조지장보살좌상과 복장유물
삼척 지장암 목조지장보살좌상과 복장유물(三陟 地藏庵 木造地藏菩薩坐像과 腹臟遺物)은 강원특별자치도 평창군 진부면, 월정사에 있는 조선시대의 목불과 복장유물이다. 2014년 3월 7일 강원특별자치도의 유형문화재 제169호로 지정되었다.

## 개요
월정사의 말사인 삼척 지장암에 전해오는 지장보살상으로 현재 월정사 성보박물관에 소장되어 있다. 소형상으로 복장 속에 전하는 조성발원문을 통하여 여찬을 수화승으로 하고 혜찰, 도관, 성현 비구가 참여하여 옹정 4년(1726)에 조성하였음을 알 수 있다. 삭발한 승형(僧形)의 지장보살상으로 녹색으로 채색된 머리는 정수리 부분이 높은 편이다. 얼굴은 방형에 가까운 형태인데 이마가 넓고 이목구비는 단아하며 귀는 짧다. 두 벌 겹쳐 입은 법의(法衣) 양 깃이 가지런히 수직으로 내려오고, 넓게 열린 가슴에는 내의가 수평으로 드러나 있다. 두 손은 양 무릎 위에 올렸는데, 이는 석장(錫杖)이나 보주(寶珠)를 지물(持物)로 든 지장보살상의 일반적인 도상과는 다르다. 다리 위를 덮은 치마(裙)에는 부채살 같은 주름이 나타나는데 왼쪽 무릎 아래의 바닥부분은 훼손되어 내부가 드러난다. 상의 저부(低部)를 보면, 복장의 구멍이 커다랗게 뚫려 있고 지금은 잃어버린 봉함목을 고정했던 못자리가 보인다. 복장 속에서는 조성발원문 외에도 보협진언 등의 다라니류와 오색 유리와 같은 복장물들이 납입되어 있다.

## 지정 사유
조각수법이 정교할 뿐만 아니라 제작자와 조성연대(1726년)를 명확히 알려주는 복장유물을 동반한 조선후기의 불상으로 불교조각사적으로 중요한 가치를 지니고 있다는 점에서 지정 보존가치가 있다.

## 참고 자료
- 삼척 지장암 목조지장보살좌상과 복장유물 - 국가유산청 국가유산포털